# December 29.
December 29. az év 363. (szökőévben 364.) napja a Gergely-naptár szerint. Az évből még 2 nap van hátra.
Névnapok: Tamara, Tamás + Áldáska, Amázia, Aszpázia, Bekő, Bökény, Dakó, Dávid, Dókus, Dózsa, Gáspár, Gazsó, Jonatán, Tamira

## Események

### Politikai események
- 418 – I. Bonifác pápa hivatalába lép
- 1392 – I. Zsigmond paranccsal kötelezi a szentgotthárdi apátságot, hogy fogadja el a Széchyek kegyúri jogait
- 1503 – Az itáliai háborúk során a spanyolok Gonzalo de Cordóba vezénylete alatt, a Garigliano melletti csatában megsemmisítő erejű csapást mérnek a saluzzói őrgróf vezette francia seregekre. Az ütközetet követően fegyverszünetet kötnek
- 1541 – Habsburg Ferdinánd osztrák uralkodó főherceg, választott magyar király és Izabella magyar anyakirályné megkötik a gyalui egyezményt, mely szerint a Magyar Királyság birtoklása Ferdinándra száll, aki Martinuzzi (Fráter) György barátnak e szerződésért erdélyi vajdaságot ígér.
- 1845 – Texas az USA 28. állama lesz
- 1915 – Osztrák–magyar hadihajók megtámadják az olasz kézen lévő  durazzói (Albánia) kikötőt, hogy megakadályozzák a szétvert szerb csapatok elmenekülését. A Helgoland cirkáló, a Csepel, Tátra, Balaton, Triglav és Lika rombolók sikertelen ütközetet vívnak az angol, francia és olasz egységekkel. A Lika aknára fut és elsüllyed, míg a Triglavot saját rombolók süllyesztik el a menekülés reményében.
- 1916 – Merénylet Raszputyin, az orosz szerzetes ellen (30-ára teszik a halálát) (pravoszláv időszámítás szerint december 16-án)
- 1937 – Elfogadják az ír alkotmányt
- 1944 – Velembe, a Stirling-villába megérkezik a Szent Korona (1945. március 19-én szállítják el)
- 1948 – Kanada elismeri Izrael államot
- 1949 – Hollandia elismeri Indonézia függetlenségét
- 1956 – Magyarországon a kormány feloszlatja az NBKMT-t
- 1984 – Radzsiv Gandhi győz az indiai választásokon
- 1989 – Václav Havel lesz Csehszlovákia elnöke

### Tudományos és gazdasági események
- 1891 – Thomas Alva Edison szabadalmaztatja a „jelek elektronikus átvitelét”, azaz a rádiót

### Kulturális események
- 1801 – Izabela Czartoryska hercegnő Puławyban gyűjteményt hoz létre, mely az egyik első lengyel múzeum, a Czartoryski Múzeum elődje lesz
- 1982 – Jamaicában bélyeget bocsátanak ki Bob Marley emlékére

#### Irodalmi, színházi és filmes események
- 1924 – Bemutatják az Amerikai Egyesült Államokban a Pán Péter című fekete-fehér egész estés filmet.
- 2021 – Elindul a The Book of Boba Fett sorozat a Disney+-on. A sorozat a Star Wars franchise része.

#### Zenei események
- 1857 – Liszt Ferenc művét, a Die Hunnenschlacht-ot (A hunok csatáját) bemutatják Weimarban
- 1955 – Barbra Streisand 13 évesen megjelenteti első lemezét You’ll Never Know címmel

### Sportesemények
- 1962 –  Formula–1-es dél-afrikai nagydíj, East London - Győztes: Graham Hill (BRM)

### Egyéb események
- 1897 – A Londont és Aberdeent összekötő vasútvonalon a Tay folyó vasúti hídja (mely 1878-as átadásakor a világ leghosszabb hídja volt), tervezési hiba miatt összeomlik. A rajta áthaladó dundee-i postavonat a vízbe zuhan, 79 utas életét veszti.
- 1997 – Hongkongban levágják a teljes csirkeállományt (1,25 millió db), a „madárinfluenza”-járványtól félve
- 2020 – Horvátország középső részét a tavaszinál is erősebb, a Richter-skála szerint 6,4-es magnitúdójú földrengés rázta meg, amelyet a szomszédos országokban, így Magyarországon is érezni lehetett

## Születések
- 1652 – Michael Agnethler nagyszebeni evangélikus lelkész († 1693)
- 1721 – Madame de Pompadour XV. Lajos francia király „hivatalos” szeretője. († 1764)
- 1798 – Bárány Ágoston magyar ügyvéd, levéltáros († 1849)
- 1800 – Charles Goodyear amerikai feltaláló († 1860)
- 1802 – Kiss Bálint magyar festőművész († 1868)
- 1808 – Apponyi György magyar politikus, az MTA tagja († 1899)
- 1808 – Andrew Johnson az Amerikai Egyesült Államok 17. elnöke († 1875)
- 1809 – William Gladstone az Egyesült Királyság miniszterelnöke († 1898)
- 1828 – Szendrey Júlia magyar költőnő, fordító, Petőfi Sándor felesége († 1868)
- 1832 – gróf kőröspataki Kálnoky Gusztáv Zsigmond osztrák–magyar diplomata, az Osztrák–Magyar Monarchia közös külügyminisztere († 1898)
- 1838 – gróf Kuun Géza magyar orientalista, történész († 1905)
- 1856 – Thomas Joannes Stieltjes holland matematikus († 1894)
- 1861 – Stevanecz Antal magyarországi szlovén író, költő, elemi iskolai tanító († 1921)
- 1876 – Pau Casals spanyol gordonkaművész, karmester, zeneszerző († 1973)
- 1891 – Imrédy Béla magyar miniszterelnök († 1946)
- 1892 – Nagy Géza magyar orvos, sakknagymester († 1953)
- 1896 – David Alfaro Siqueiros mexikói szocialista realista festőművész, Nemzetközi Lenin-békedíjas († 1974)
- 1903 – Krémer Ferenc magyar színész, rendező, színigazgató, újságíró, a Színművészeti Kamara alelnöke († 1978)
- 1904 – Olasz János magyar színész († 1868)
- 1910 – Ronald Coase Nobel-díjas brit közgazdász († 2013)
- 1917 – David Hampshire brit autóversenyző († 1990)
- 1920 – Fejér Tamás Balázs Béla-díjas magyar filmrendező († 2006)
- 1923 – Pécsi Márton Széchenyi-díjas  magyar földrajztudós, geomorfológus, térképész, az MTA tagja († 2003)
- 1925 – Jay Chamberlain amerikai autóversenyző († 2001)
- 1925 – Szondy István olimpiai bajnok magyar öttusázó († 2017)
- 1928 – Szőnyi G. Sándor magyar Balázs Béla-díjas filmrendező, kiváló művész († 2012)
- 1930 – Ádám Klári magyar színésznő, gyermekszínész († 2018)
- 1932 – Botvay Károly Kossuth-díjas magyar gordonkaművész
- 1935 – Dedik János magyar író
- 1938 – Jon Voight Oscar-díjas amerikai színész
- 1941 – Pogány Klári magyar manöken, modell († 2006)
- 1946 – Marianne Faithfull brit énekesnő († 2025)[2]
- 1947 – Cozy Powell angol dobos († 1998)
- 1947 – Ted Danson amerikai színész
- 1950 – Csapó Géza olimpiai ezüstérmes, világbajnok kajakozó († 2022)
- 1950 – Szecskó Péter magyar grafikusművész, illusztrátor, festő († 2021)
- 1950 – Vincze Viktória magyar énekesnő, gitáros
- 1951 – Járai Zsigmond közgazdász, pénzügyminiszter, a Magyar Nemzeti Bank elnöke
- 1951 – Yvonne Elliman amerikai színésznő, énekesnő
- 1953 – Stanley Williams amerikai bűnöző († 2005)
- 1953 – Thomas Bach német sportvezető, a Nemzetközi Olimpiai Bizottság kilencedik elnöke
- 1957 – Bruce Beutler Nobel-díjas amerikai immunológus és genetikus
- 1957 – Brad Grey amerikai televíziós- és filmproducer, menedzser († 2017)
- 1959 – Kövér László politikus, a Fidesz–MPSZ egyik alapítója és vezetője
- 1960 – Várhelyi Dénes magyar színész
- 1963 – Breyer Zoltán magyar színész († 2009)
- 1965 – Decter Holland amerikai zenész, énekes
- 1966 – Vasvári Csaba magyar színész
- 1966 – Vasvári Emese magyar színésznő
- 1969 – Allan McNish brit autóversenyző
- 1969 – Diószegi Imola magyar színésznő
- 1972 – Jaromír Blažek cseh labdarúgó
- 1972 – Jude Law angol színész
- 1975 – Shawn Hatosy amerikai színész
- 1979 – Diego Luna mexikói színész
- 1984 – Gionata Mingozzi olasz labdarúgó († 2008)
- 1984 – Gulácsi Tamás magyar színész
- 1985 – Fehér Dániel magyar színész, bábművész
- 1988 – Szávay Ágnes magyar teniszező
- 1990 – Illés Alexa magyar színésznő
- 1995 – Ross Lynch amerikai színész, énekes és zenész

## Halálozások
- 1170 – Thomas Becket Canterbury érseke (* 1118 körül)
- 1325 – Franciaországi Ágnes burgundi hercegné (* 1260 körül)
- 1380 – Łokietek Erzsébet magyar királyné (* 1300 körül)
- 1406 – Luna Mária aragóniai királyné (* 1353)
- 1606 – Bocskai István erdélyi fejedelem (* 1557)
- 1631 – Lackner Kristóf, Sopron polgármestere, városbíró, jogtudós, író (* 1571)
- 1825 – Giuseppe Maria Gioacchino Cambini olasz hegedűművész, zeneszerző (* 1746)
- 1825 – Jacques-Louis David francia festő (* 1748)
- 1843 – Johann Baumgarten magyar bölcselet- és orvosdoktor (* 1765)
- 1847 – William Crotch brit zeneszerző (* 1775)
- 1891 – Leopold Kronecker német matematikus (* 1823)
- 1894 – Christina Georgina Rossetti angol költő (* 1830)
- 1920 – Kégl Sándor orientalista, irodalomtörténész, az MTA tagja (* 1862)
- 1924 – Carl Spitteler Irodalmi Nobel-díjas svájci író (* 1845)
- 1926 – Rainer Maria Rilke osztrák költő (* 1875)
- 1926 – Széchényi Manó miniszter, diplomata (* 1858)
- 1941 – Tullio Levi-Civita olasz matematikus (* 1873)
- 1968 – Faragó Sándor magyar tanító, iskolaigazgató, az Ideiglenes Nemzetgyűlés képviselője (* 1892)
- 1972 – Fritz Behrend német zeneszerző, zongoraművész (* 1889)
- 1978 – Franyó Zoltán magyar költő, író, műfordító (* 1887)
- 1982 – Max de Terra svájci autóversenyző (* 1918)
- 1986 – Andrej Tarkovszkij szovjet-orosz filmrendező (* 1932)
- 1986 – Harold Macmillan angol miniszterelnök (* 1894)
- 1987 – Száraz György Kossuth-és József Attila-díjas magyar író, szerkesztő (* 1930)
- 1988 – Mike Beuttler brit autóversenyző (* 1940)
- 1993 – Xantus Gyula magyar festő (* 1919)
- 1995 – Majer Antal magyar erdőmérnök, egyetemi tanár (* 1920)
- 1996 – Szemerényi Oszvald angol születésű magyar nyelvész, az MTA tagja (* 1913)
- 2001 – Kepes György festő, tervező, képzőművészeti író (* 1906)
- 2004 – Julius Axelrod orvosi Nobel-díjas biokémikus (* 1912)
- 2004 – Koltai Jenő magyar gerelyhajító, egyetemi tanár (* 1917)[3]
- 2013 – Wojciech Kilar lengyel zeneszerző és filmzeneszerző (* 1932)
- 2020 – Alexi Laiho finn zenész (* 1979)
- 2022 – Varga János olimpiai bajnok magyar birkózó, a nemzet sportolója (* 1939)
- 2022 – Pelé háromszoros világbajnok brazil labdarúgó (* 1940)
- 2024 – Jimmy Carter amerikai elnök (* 1924)

## Nemzeti ünnepek, emléknapok, világnapok
→Sablonvita:Ünnepek/12-29:
- Becket Szent Tamás canterburyi érsek emléknapja (1170-es kivégzésének évfordulóján)[4]
- a magyar kártya napja [5]